# Cerkiew św. Jana Teologa w Przyborowie
Cerkiew św. Jana Teologa – prawosławna cerkiew parafialna w Przyborowie na Białorusi w dekanacie brzeskim rejonowym eparchii brzeskiej i kobryńskiej Egzarchatu Białoruskiego Patriarchatu Moskiewskiego.

## Historia
Wcześniejszą cerkiew zbudowano w 1812 r. Nową świątynię wybudowano po r. 2000, po pożarze pierwszej cerkwi (1990).
Odbudowana cerkiew została poświęcona 21 maja 2004 r.

## Architektura
Cerkiew została wzniesiona z jasnobrązowej cegły, w stylu nowoczesnym z domieszką stylu bizantyjsko-rosyjskiego. Dach otaczający bęben i u okrążających go wież jest namiotowy, a u przedsionka i wejść bocznych – dwuspadowy, wykonany z blachy i zwieńczony cebulastymi kopułkami. Wieże przy kopule jak i ona sama jest 4-boczna. Bęben jest w części oszklony. Na tyle świątyni znajduje się apsyda z trójspadowym dachem i dobudówką. Na elewacji występują skromne zdobienia.